# Eduardo Schwank
Eduardo Jonatan Schwank (* 23. April 1986 in Rosario) ist ein ehemaliger argentinischer Tennisspieler.

## Leben und Karriere

### 2002–2005: Erfolge als Junior und erste Erfahrungen auf Future-Turnieren
Eduardo Schwank, der Schweizer Vorfahren hat, begann im Alter von vier Jahren, Tennis zu spielen. Seit 2002 trat er auf internationalen Juniorenturnieren an, vor allem auf dem südamerikanischen Kontinent. In den Jahren 2003 und 2004 erreichte er insgesamt acht Finals, von denen er sechs gewinnen konnte. Obwohl ihm bei den Junioren-Grand-Slams ein größerer Erfolg verwehrt blieb, schaffte er es in der Juniorenweltrangliste zwischenzeitlich bis auf Rang 2. Parallel dazu spielte Schwank seit 2002 auch Future-Turniere im Herrenbereich, ebenfalls fast alle in Südamerika.

### 2006–2007: Erste Titel bei Future- und Challenger-Turnieren
In den Jahren 2006 und 2007 konnte er insgesamt 9 Future-Titel gewinnen, was ihn bis in die Top 300 der Weltrangliste brachte. Zudem spielte er ab 2006 auch Challenger-Turniere und konnte im Oktober 2007 in Medellín seinen ersten Titel feiern. Bei den Panamerikanischen Spielen 2007 gewann Schwank im Einzel die Bronzemedaille und im Doppel zusammen mit Horacio Zeballos die Goldmedaille. Zudem nahm er 2007 erstmals an Qualifikationen für Grand-Slam-Turniere teil, konnte sich jedoch in Wimbledon und bei den US Open jeweils nicht für das Hauptfeld qualifizieren.

### 2008–2009: Einstieg in die Top 100 und Grand-Slam-Debüt
Im Frühjahr 2008 gewann Schwank in Cremona, Rom und Bordeaux drei Challenger-Turniere hintereinander, wodurch er erstmals in die Top 100 der Weltrangliste einstieg. Dabei kam es in Bordeaux zu einem Zwischenfall, als in dem Hotel, in welchem er logierte, ein Feuer ausbrach. Dabei blieb er unverletzt, verlor jedoch seinen Laptop, Pass, sämtliche Kleidung sowie den Preisgeld-Scheck des vorherigen Turniers in Rom. Da das Feuer in seinem Zimmer ausgebrochen war, wurde er im Nachhinein beschuldigt, für das Feuer verantwortlich gewesen zu sein. Bei den folgenden French Open konnte sich Eduardo Schwank erstmals für das Hauptfeld eines Grand-Slam-Turniers qualifizieren. Dort besiegte er in der ersten Runde den ehemaligen Weltranglistenersten Carlos Moyá in fünf Sätzen. Nach einem weiteren Sieg über Marcel Granollers schied er schließlich in der dritten Runde gegen Paul-Henri Mathieu aus. Von nun an spielte er regelmäßig bei ATP-Turnieren und erreichte dabei unter anderem im Juli 2008 in Stuttgart das Halbfinale, wo er sich seinem Landsmann Juan Martín del Potro geschlagen geben musste, der dort seinen ersten Titel gewann.
Über ein Jahr konnte er sich in den Top 100 halten und erreichte im Februar 2009 mit Platz 50 seine bis dahin beste Platzierung. Mitte 2009 fiel er dann jedoch nach neun Erstrundenniederlagen in Folge wieder aus den Top 100 heraus und musste nun wieder Challenger-Turniere spielen. Bis zum Jahresende erreichte er drei Finals, von denen er in Santiago de Chile und Lima zwei gewinnen konnte.

### 2010: Erster ATP-Titel und Grand-Slam-Halbfinals im Doppel
Im Januar 2010 gelang ihm durch einen Sieg in Bucaramanga der Wiedereinstieg in die Top 100. Im März 2010 spielte er erstmals für die argentinische Davis-Cup-Mannschaft. Obwohl er sein Match gegen Robin Söderling verlor, konnte Argentinien mit 3:2 gegen Schweden gewinnen. Beim ATP-Turnier von Barcelona schaffte er es ins Viertelfinale, unterlag dort jedoch erneut Söderling. Im Mai 2010 war er Teil der argentinischen Mannschaft, die in Düsseldorf den World Team Cup gewann. Zu diesem Sieg steuerte er jeweils einen Einzelsieg gegen Deutschland und Frankreich bei. Eine Woche später bestritt er bei den French Open zum ersten Mal seit elf Monaten wieder ein Grand-Slam-Match, musste jedoch schon in der ersten Runde gegen den Slowenen Blaž Kavčič verletzungsbedingt aufgeben. Auch in Wimbledon schied er im Einzel bereits in der ersten Runde gegen Jewgeni Koroljow aus; im Doppel dagegen kam er an der Seite seines Landsmannes Juan Ignacio Chela bis ins Halbfinale. Im Juli 2010 konnte Schwank zusammen mit Carlos Berlocq in Stuttgart seinen ersten ATP-Titel gewinnen. Bei den US Open im September 2010 erreichte er im Einzel nach einem Sieg über Robby Ginepri die zweite Runde. Im Doppel lief es sogar noch besser: Zusammen mit Horacio Zeballos erreichte er zum zweiten Mal in diesem Jahr ein Grand-Slam-Halbfinale. Im Davis-Cup-Halbfinale eine Woche später gegen Frankreich verloren die beiden jedoch sowohl ihr Doppel als auch ihre Einzel, so dass Argentinien mit 0:5 verlor. Ende Oktober erreichte Schwank in Montpellier zusammen mit Marc López zum zweiten Mal ein ATP-Finale, sie verloren jedoch in einem knappen Match.

### 2011: Grand-Slam-Finals im Doppel und Mixed
Im Einzel konnte Eduardo Schwank erst im Januar 2011 wieder ein Match gewinnen, und zwar in der ersten Runde der Australian Open gegen seinen Landsmann Leonardo Mayer. Gegen seinen nächsten Gegner, den an Position 32 gesetzten Guillermo García López, unterlag er dann jedoch in drei Sätzen. Da er kurz danach wieder aus den Top 100 der Weltrangliste herausfiel, spielte Schwank im weiteren Jahresverlauf hauptsächlich Challenger-Turniere. Dabei konnte er im Einzel in Rom, Cali und São José do Rio Preto drei Finals erreichen, die er jedoch allesamt verlor. Erfolgreicher lief es im Doppel: Bei den French Open erreichte Eduardo Schwank an der Seite von Juan Sebastián Cabal erstmals ein Grand-Slam-Finale, dabei besiegten sie unter anderem die topgesetzten Bryan-Brüder. Im Finale mussten sie sich jedoch in drei Sätzen Maks Mirny und Daniel Nestor geschlagen geben. Bei den US Open stand Schwank in einem weiteren Grand-Slam-Finale, und zwar im Mixed an der Seite von Gisela Dulko. Nach einem knappen Match gingen sie aber gegen Melanie Oudin und Jack Sock erneut als Verlierer vom Platz. Nach zwei Challenger-Titeln im Doppel stand Eduardo Schwank zum Jahresabschluss mit der argentinischen Mannschaft im Finale des Davis Cups gegen Spanien. Zusammen mit David Nalbandian gewann Schwank zwar das Doppel, Spanien gewann das Finale jedoch aufgrund der Einzelsiege mit 3:1.

### 2012–2015: Letzte Jahre und Karriereende
Im Jahr 2012 kam er im Einzel selten über die zweite Runde hinaus. Sein größter Erfolg war das Erreichen der dritten Runde der French Open, wo er gegen Rafael Nadal verlor. Auch im Doppel konnte er nicht an das Vorjahr anknüpfen. Am besten schnitt er gemeinsam mit Juan Ignacio Chela in Acapulco ab. Im Halbfinale schieden sie mit 6:7, 6:7 gegen die späteren Sieger David Marrero und Fernando Verdasco aus.
In São Paulo verlor Schwank 2013 das Challenger-Einzelfinale gegen den Kolumbianer Alejandro González. Die Doppelkonkurrenz desselben Turniers konnte er gemeinsam mit dem Brasilianer Fernando Romboli gewinnen. Im September konnte er zudem mit seinem Landsmann Guido Andreozzi den Doppelchallenger in Cali gewinnen.
Im Folgejahr erreichte er mit drei verschiedenen Doppelpartnern drei Finalpartien auf der Challenger Tour. In Salinas verlor er mit Hugo Dellien das Finale, mit Máximo González gewann er das Turnier in Itajaí und in Cali konnte er mit Facundo Bagnis seinen Titel aus dem Vorjahr wiederholen. Außerdem erreichte er mit Máximo González das Halbfinale in Buenos Aires, wo sie gegen Pablo Cuevas und Horacio Zeballos ausschieden. Nach einem Fahrradunfall trat er zwischen Juli 2014 und Mai 2015 bei keinem Turnier an. Er spielte danach noch zwei Future-Turniere, ehe er seine Karriere beendete.

### Davis Cup
Schwank spielte zwischen 2010 und 2014 für das Argentinische Davis-Cup-Mannschaft, unter anderem auch im Finale von 2011. Er spielte 14 Matches, wovon er sieben gewann. Überwiegend wurde er im Doppel eingesetzt, hier war er mit sechs Siegen gegenüber drei Niederlagen erfolgreicher als im Einzel mit einem Sieg gegenüber vier Niederlagen.

## Erfolge
| Legende (Anzahl der Siege)  |
| Grand Slam                  |
| ATP World Tour Finals       |
| ATP World Tour Masters 1000 |
| ATP World Tour 500          |
| ATP World Tour 250 (1)      |
| ATP Challenger Tour (21)    |

| Titel nach Belag |
| Hartplatz (0)    |
| Sand (1)         |
| Rasen (0)        |

### Einzel

#### Turniersiege
| Nr. | Datum             | Turnier           | Belag     | Finalgegner          | Ergebnis        |
| --- | ----------------- | ----------------- | --------- | -------------------- | --------------- |
| 1.  | 7. Oktober 2007   | Medellín          | Sand      | Chris Guccione       | 7:5, 5:7, 7:5   |
| 2.  | 27. April 2008    | Cremona           | Hartplatz | Björn Phau           | 6:3, 6:4        |
| 3.  | 3. Mai 2008       | Rom               | Sand      | Éric Prodon          | 6:3, 6:72, 7:63 |
| 4.  | 18. Mai 2008      | Bordeaux          | Sand      | Igor Kunizyn         | 6:2, 6:2        |
| 5.  | 25. Oktober 2009  | Santiago de Chile | Sand      | Nicolás Massú        | 6:2, 6:2        |
| 6.  | 21. November 2009 | Lima              | Sand      | Jorge Aguilar        | 7:5, 6:4        |
| 7.  | 31. Januar 2010   | Bucaramanga       | Sand      | Juan Pablo Brzezicki | 6:4, 6:2        |

### Doppel

#### Turniersiege

##### ATP World Tour
| Nr. | Datum         | Turnier   | Belag | Partner        | Finalgegner                        | Ergebnis   |
| --- | ------------- | --------- | ----- | -------------- | ---------------------------------- | ---------- |
| 1.  | 18. Juli 2010 | Stuttgart | Sand  | Carlos Berlocq | Christopher Kas Philipp Petzschner | 7:65, 7:66 |

##### ATP Challenger Tour
| Nr. | Datum              | Turnier               | Belag     | Partner          | Finalgegner                           | Ergebnis          |
| --- | ------------------ | --------------------- | --------- | ---------------- | ------------------------------------- | ----------------- |
| 1.  | 12. August 2007    | Campos do Jordão      | Hartplatz | Horacio Zeballos | John Paul Fruttero Izak van der Merwe | 3:6, 6:3, [12:10] |
| 2.  | 18. August 2007    | Manta                 | Hartplatz | Horacio Zeballos | John Paul Fruttero Eric Nunez         | 6:4, 6:2          |
| 3.  | 25. November 2007  | Lima                  | Sand      | Pablo Cuevas     | Michael Quintero Martín Vilarrubí     | 6:4, 6:2          |
| 4.  | 19. Januar 2008    | La Serena             | Sand      | Nicolás Lapentti | Sebastián Decoud Cristian Villagrán   | 6:4, 6:0          |
| 5.  | 1. März 2008       | Santiago de Chile (1) | Sand      | Mariano Hood     | Brian Dabul Jean-Julien Rojer         | 6:3, 6:3          |
| 6.  | 26. April 2008     | Cremona               | Hartplatz | Dušan Vemić      | Florin Mergea Horia Tecău             | 6:3, 6:2          |
| 7.  | 25. Oktober 2009   | Santiago de Chile (2) | Sand      | Diego Cristin    | Juan Pablo Brzezicki David Marrero    | 6:4, 7:5          |
| 8.  | 8. November 2009   | Medellín              | Sand      | Sebastián Decoud | Diego Junqueira David Marrero         | 6:0, 6:2          |
| 9.  | 18. September 2011 | Belo Horizonte        | Sand      | Guido Andreozzi  | Ricardo Hocevar Christian Lindell     | 6:2, 6:4          |
| 10. | 13. November 2011  | Buenos Aires          | Sand      | Carlos Berlocq   | Marcel Felder Jaroslav Pospíšil       | 6:71, 6:4, [10:7] |
| 11. | 3. August 2013     | São Paulo             | Sand      | Fernando Romboli | Marcelo Arévalo Nicolás Barrientos    | 6:76, 6:4, [10:8] |
| 12. | 14. September 2013 | Cali (1)              | Sand      | Guido Andreozzi  | Carlos Salamanca João Souza           | 6:2, 6:4          |
| 13. | 12. April 2014     | Itajaí                | Sand      | Máximo González  | André Sá João Souza                   | 6:2, 6:3          |
| 14. | 3. Mai 2014        | Cali (2)              | Sand      | Facundo Bagnis   | Nicolás Barrientos Eduardo Struvay    | 6:3, 6:3          |

#### Finalteilnahmen
| Nr. | Datum            | Turnier     | Belag         | Partner              | Finalgegner                | Ergebnis         |
| --- | ---------------- | ----------- | ------------- | -------------------- | -------------------------- | ---------------- |
| 1.  | 31. Oktober 2010 | Montpellier | Hartplatz (i) | Marc López           | Stephen Huss Ross Hutchins | 2:6, 6:4, [7:10] |
| 2.  | 4. Juni 2011     | French Open | Sand          | Juan Sebastián Cabal | Maks Mirny Daniel Nestor   | 6:73, 6:3, 4:6   |

### Mixed

#### Finalteilnahmen
| Nr. | Datum              | Turnier | Belag     | Partner      | Finalgegner             | Ergebnis          |
| --- | ------------------ | ------- | --------- | ------------ | ----------------------- | ----------------- |
| 1.  | 11. September 2011 | US Open | Hartplatz | Gisela Dulko | Melanie Oudin Jack Sock | 6:74, 6:4, [8:10] |